# Timothy Kirkhope
Timothy Kirkhope, baron Kirkhope d'Harrogate, né le 29 avril 1945 à Newcastle upon Tyne en Angleterre, est un homme politique.
Membre du Parti conservateur, il est député européen de 1999 à 2016. En 2016 toujours, il est nommé aux lords au Parlement du Royaume-Uni en tant que baron à vie par l'ancien Premier ministre Cameron.

## Biographie
En 1987, Timothy Kirkhope succède à Keith Joseph en tant que député à la chambre des communes pour la circonscription de Leeds North East dans le Yorkshire jusqu'en 1997.
Il est ensuite élu député européen pour la première fois lors des élections européennes de 1999, avant d'être réélu en 2004, 2009 et 2014.
David Cameron démissionne le 13 juillet 2016 de son mandat de Premier ministre et nomme Timothy Kirkhope pair à vie. À la suite de cette nomination, il démissionne de son mandat de parlementaire européen le 5 octobre de la même année.